# 乔治·F·施普拉格
乔治·F·施普拉格（1902年9月3日—1998年11月24日）是一位美国遗传学家和玉米研究者，本科毕业于内布拉斯加大学林肯分校，博士毕业于康奈尔大学，导师罗林斯·A·爱默生，后成为爱荷华州立大学教授和美国农业部研究员，1978年与约翰·查尔斯·沃克共同获得第一届沃爾夫農業獎。